# 워크데이
워크데이(Workday, Inc.)는 미국의 온디맨드(클라우드 기반) 재무 관리, 인적 자원 관리, 학생 정보 시스템 소프트웨어 공급업체이다. 워크데이는 2005년 오라클이 피플소프트(PeopleSoft)를 인수한 후 ERP 회사 피플소프트의 창립자이자 전 CEO인 데이비드 더필드(David Duffield)와 전 피플소프트 최고 전략가 아니엘 부시리(Aneel Bhusri)가 함께 설립했다.
2012년 10월 워크데이는 회사 가치를 95억 달러로 평가하는 성공적인 기업 공개를 시작했다. 워크데이의 경쟁업체로는 SAP 석세스팩터스(Successfactors), 데이포스(Dayforce), UKG 및 오라클이 있다.
2020년에 포춘은 직원 만족도 조사를 바탕으로 워크데이를 2020년 일하기 좋은 100대 기업 포춘 목록에서 5위로 선정했다. 샌프란시스코 비즈니스 타임즈(San Francisco Business Times)는 워크데이를 베이 지역에서 가장 일하기 좋은 기업 부문에서 2위로 선정했다.